# Vilém Körber
Vilém Körber (5. srpna 1845 Praha – 11. prosince 1899 Praha) byl český anarchista, novinář, terorista a člen sociální demokracie. V roce 1869 připravil spolu se svým mladším bratrem Čeňkem bombový útok před budovou pražského c. k. policejního ředitelství, první teroristický útok v českých zemích.

## Životopis

### Dětství
Vilém Körber se narodil 5. srpna 1845 v Praze v rodině obchodníka se dřevem Karla Körbera, který zemřel, když Vilémovi byly dva roky. Různých socialistických aktivit se Vilém Körber účastnil již od šedesátých let 19. století.

### Bomba u pražského policejního ředitelství
V noci z 10. na 11. června 1869 v Praze u budovy policejního ředitelství vybouchla bomba. Na budově ředitelství bylo rozbito 17 okenních tabulí, v protějším domě č. 339, kde byla kavárna, 14. 12. června byla vypsána odměna 1000 zlatých za informace vedoucí k dopadení pachatelů. Policie během pár dnů dopadla strojního dělníka Viléma Körbera, jeho bratra Čeňka Körbera, studenta Františka Kolacího a úředníka Aloise Grossmanna. Všichni byli členové tajného spolku Blaník.
Všichni byli obžalováni pro zločin z velezrady a státní žalobce navrhoval Vilému Körberovi trest dvanácti let za mřížemi. Obžalované hájil známý právník JUDr. Antonín Čížek. Díky dobré obhajobě dostali pachatelé relativně nízké tresty. Vilém nebyl uznán vinným zločinem velezrady, nýbrž odsouzen jen za rušení veřejného pokoje a dostal trest 7 měsíců žaláře. Jako jediný se proti rozsudku soudu neodvolal. Zbytek skupiny byl propuštěn během amnestie roku 1871.

### Další působení
Po uplynutí trestu byl propuštěn a nadále se angažoval v socialistických a anarchistických aktivitách. Od roku 1883 vydával sociálně demokratický, později anarchistický časopis Věk svobody (od roku 1888 po roztržce s vydavatelem Vurstiálem vycházel časopis pod názvem Nový věk svobody).
Podruhé byl zatčen v souvislosti s tzv. královským reskriptem, podle něhož měla být v září 1871 obnovena zemská samospráva a který byl ihned po vydání odvolán. Během jedné noci se v Praze objevily plakáty s úplným textem reskriptu. Překvapená policie zatkla několik osob, mezi nimi i Viléma Körbera. Všichni byli delší čas drženi ve vyšetřovací vazbě, avšak delikty jim dokázány nebyly.
12. října 1877 vydal v Praze první číslo Dělnických listů. Během 80. let byl činný v Českoslovanské sociálně demokratické straně. Mezi lety 1895 a 1896 byl vězněn.
Byl delegátem pařížského kongresu II. internacionály v červenci 1889 a hainfeldského sjezdu rakouské sociální demokracie. Významně se také podílel na přípravách oslav 1. máje 1890. Navázal úzké styky se severočeským dělnictvem a hornictvem. Díky tomu začal přikládat do svého časopisu přílohu Havíř, která se stala prvním odborným hornickým tiskem. V prosinci 1891 byl z ČSSD pro své anarchistické postoje vyloučen. Důvodem byla příslušnost k opozici uvnitř strany. Stal se jedním z hlavních představitelů tzv. neodvislého socialismu, později anarchismu na severu Čech a zde se rovněž setkal s podobně smýšlejícím Hynkem Holubem. 

### Poslední roky života
Od roku 1898 vydával Vilém Körber v Praze ve Vršovicích novou řadu časopisu Omladina a také list Předvoj. Byl často v hledáčku policie. 16. července 1899 byla v Bruchu (Lomu) v severních Čechách anarchistická konference, které se zúčastnilo 130 delegátů. Měla ustanovit mandát a složení české delegace na mezinárodní anarchistický a syndikalistický kongres v Paříží v roce 1900. Konference byla rozpuštěna policií a bylo zatčeno 15 anarchistů včetně již těžce nemocného Viléma Körbera. V procesu byl však nakonec osvobozen, avšak na nátlak státního návládního museli strávit ještě několik dní ve vězení. Ve vězení se Körberův zdravotní stav prudce zhoršil. Propuštěni byli až 30. listopadu 1899.  V noci mezi 11. a 12. prosincem 1899 zemřel.

## Pohřeb
Dne 14. prosince 1899 se konal jeho pohřeb do rodinné hrobky na Olšanských hřbitovech, který se zároveň stal tichou manifestací. Po Praze se dokonce rozšířily rudé letáky, přinášející informace o Körberově smrti. Početné byly delegace severočeského dělnictva. Bílá rakev ozdobena kyticí rudých květů a symbolickými okovy, které nebyly odstraněny ani po zásahu policie. Na zvláštní podušce byl nesen časopis Omladina, kterou zemřelý redigoval, nesla ji jeho celoživotní družka, anarchistka Ella Skálová. 

## Po smrti
Redakci časopisu Omladina se pokoušel vést Vilémův syn Čeněk Körber (1897–1951) spolu s dalším anarchistou Karlem Vohryzkem, avšak z finančních důvodů se jim nepodařilo Omladinu udržet a tak ještě před koncem roku 1900 zanikla.
V roce 1904 byl založen Politický spolek anarchistů Vilém Körber v Čechách. Jedním ze zakládajících členů byl i jeho syn Čeněk Körber.
Körberův dobrý vztah se severočeskými horníky vyplývá i z textu havířské lidové písně zaznamenané Eduardem Štorchem. Poslední, třináctá sloka zní:
Vilém Körber starý bojovník

v bastile utýraný
za tři dny jsme pochovali

jeho drahé šediny.
havířská lidová píseň

## Dílo
- Ethický anarchism (1895)
- Kam spěje sociální demokracie (1896)
- Kolektivism a komunism (1899)